# ريشيتسا

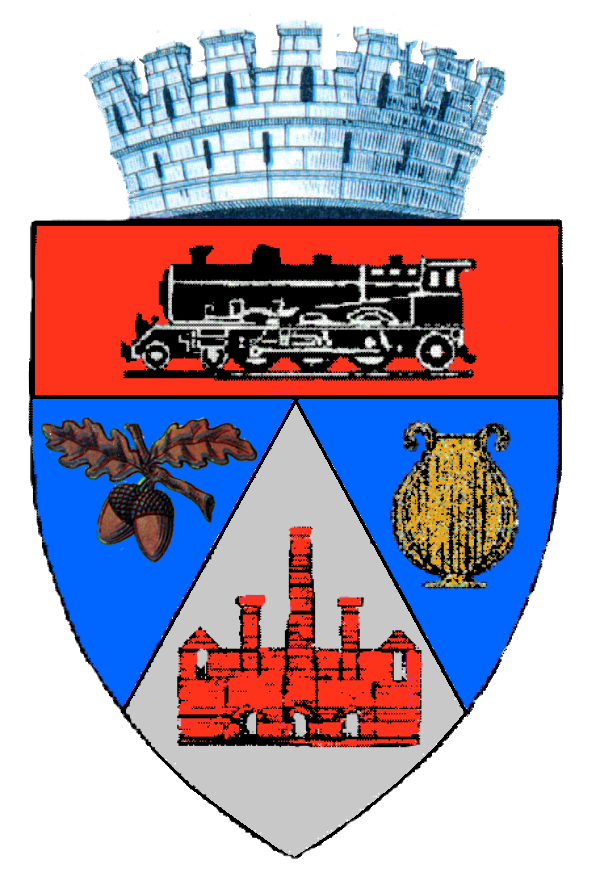
شعار المدينة

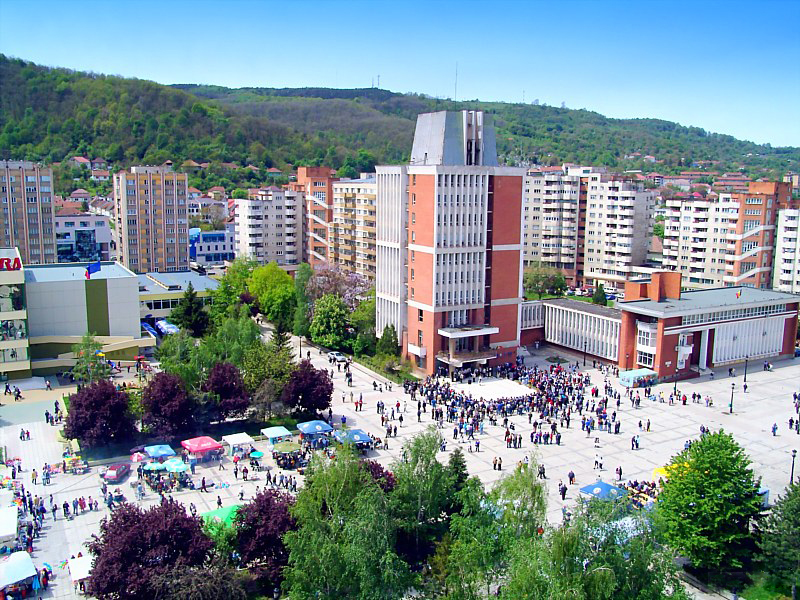
منظر عام للمدينة

مدينة جنوبي غربي رومانيا ( بالرومانية: Reşiţa, بالهنغارية: Resicabánya, بالألمانية: Reschitz) عاصمة محافظة كاراش سيفيرين في إقليم بانات . عدد السكان 84.026 نسمة (2002).

## توأمة
لريشيتسا اتفاقيات توأمة مع كل من:
- مونكتون
- بيزارو
- Kikinda [الإنجليزية]‏

## أعلام
- أوفيديو بوبيسكو
- كريستيان كيفو
- إدوارد كريستيان زيمارمان
- جورجي فيات
- يوسف كزاكو